# Borudan-Pellemossen
Borudan-Pellemossen este o arie protejată (arie specială de conservare — SAC, sit de importanță comunitară — SCI) din Suedia întinsă pe o suprafață de 128 ha, integral pe uscat.

## Localizare
Centrul sitului Borudan-Pellemossen este situat la coordonatele 60°00′18″N 18°41′09″E / 60.0049°N 18.6858°E.

## Înființare
Situl Borudan-Pellemossen a fost declarat sit de importanță comunitară în iunie 2001 pentru a proteja 1 specie de plante. Situl a fost protejat și ca arie specială de conservare în martie 2011.

## Biodiversitate
Situată în ecoregiunea boreală, aria protejată conține 3 habitate naturale: Mlaștini împădurite, Taiga vestică, Păduri fino-scandinave bogate în ierburi cu Picea abies.
La baza desemnării sitului se află o specie protejată de  plante: Buxbaumia viridis.